# Monastero Agios Stefanos

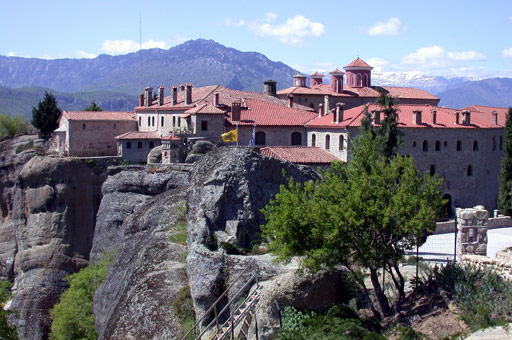
Monastero di Santo Stefano

Il monastero Agios Stefanos (Santo Stefano), è un monastero di monache ortodosse che fa parte dei monasteri delle Meteore, siti in Grecia, nella regione della Tessaglia.

## Storia
Questo monastero venne fondato da un eremita di nome Iérémias (Geremia) intorno al 1191.
Possiede due chiese, delle quali una, il catholicon, costruita nel 1798 sul modello delle chiese del monte Athos (a tre absidi e doppio esonartece), dove sono custodite le reliquie di san Haralambos, che dovrebbero portare a guarigione.
Il monastero venne parzialmente distrutto nel corso della seconda guerra mondiale. Abbandonato agli inizi degli anni 1960, è stato ripopolato a partire dal 1962 da una comunità di monache.
Il monastero è apparso in una scena del film Tintin et le mystère de la toison d'or.